# Raimondo Vianello
Raimondo Vianello (Roma, 7 maggio 1922 – Milano, 15 aprile 2010) è stato un attore, comico e conduttore televisivo italiano.
Durante la sua carriera, iniziata alla fine degli anni '40, ha lavorato a lungo per il cinema come attore comico e sceneggiatore, per poi divenire un conduttore televisivo di noti varietà, dapprima in Rai (Un due tre, Tante scuse) e in seguito in Fininvest (Attenti a noi due), per poi cimentarsi nella conduzione di quiz televisivi (Zig Zag) e programmi sportivi (Pressing). Nel 1998 fu conduttore del Festival di Sanremo.
Particolarmente prolifici sono stati i sodalizi artistici prima con Ugo Tognazzi, con il quale negli anni cinquanta ha girato diversi film e condotto il varietà Un due tre, e in seguito con la moglie Sandra Mondaini, con la quale dagli anni '60 in poi ha realizzato molti varietà e diversi film, oltre alla nota sitcom Casa Vianello, andata in onda dal 1988 al 2007.

## Biografia

### Giovinezza e istruzione
Raimondo nacque a Roma il 7 maggio 1922, ultimo dei quattro figli di Guido Vianello (1880-1965), ufficiale di Marina proveniente da una famiglia di tradizioni marinare originaria di Pellestrina (quartiere litoraneo - attualmente municipalità - del comune di Venezia), e di Virginia Margherita Maria de’ Marchesi Accorretti (1896-1984), originaria di Loreto (in provincia di Ancona) e di antica famiglia nobile maceratese. Raimondo era cugino, per parte di padre, del poeta futurista veneziano Alberto Vianello, a sua volta padre del cantante Edoardo Vianello e nonno del giornalista Andrea Vianello. Raimondo aveva tre fratelli maggiori: Roberto (1917), Lanfranco (1919) e Giorgio (1920).
Trascorse i suoi primi cinque anni d'infanzia a Pola, dove si era trasferito il padre, ammiraglio della Regia Marina preposto al comando della famosa accademia navale già austro-ungarica, e poi a Trieste, durante la seconda guerra mondiale, e in Dalmazia, sempre per motivi di servizio del padre.
Dopo aver frequentato il liceo ginnasio Torquato Tasso a Roma, nel quale conobbe Vittorio Gassman, s'iscrisse alla facoltà di giurisprudenza a Roma, dove conseguì la laurea, senza mai esercitare alcuna professione forense. A seguito della sua adesione alla Repubblica Sociale Italiana come sottufficiale dei bersaglieri, nel 1945 venne detenuto dagli Alleati nel campo di Coltano assieme ad altri personaggi poi diventati famosi in vari campi (gli attori Enrico Maria Salerno e Walter Chiari, il giornalista Enrico Ameri e il politico Mirko Tremaglia).
Poco dopo la fine della seconda guerra mondiale, insieme al fratello Roberto, fu atleta e dirigente del Centro Nazionale Sportivo Fiamma, ma aveva anche la passione per il calcio giocato: venne cercato anche dal Palermo, che nel 1946 militava in Serie B e che gli avrebbe offerto 30.000 lire al mese, ma egli rifiutò l'offerta poiché aveva altre ambizioni. Per soddisfare la sua grande passione calcistica, alcuni decenni dopo, si limitò quindi a giocare in Terza Categoria nella SaMo, squadra di cui era Presidente e che portava le iniziali di Sandra Mondaini, nel frattempo divenuta  sua moglie.

### Esordi artistici

Vianello con Ugo Tognazzi.

Partecipò alla rivista Cantachiaro n°2 di Garinei e Giovannini, in cui ebbe grande successo. Negli anni cinquanta dopo il teatro di rivista, passò al cinema come caratterista accanto ad attori quali Totò, Franco e Ciccio, Virna Lisi e l'amico Ugo Tognazzi. Lavorò contemporaneamente anche a teatro: tra i registi che lo chiamarono: Mario Mattoli, Oreste Biancoli, Renzo Tarabusi e Marcello Marchesi.

Vianello con Tognazzi in un loro sketch a Un due tre.

Il grande successo giunse in televisione nel programma Un due tre assieme a Ugo Tognazzi, che conobbe qualche anno prima (nel 1951) e con il quale cominciò un sodalizio artistico che durò per tutto il decennio. Un due tre fu il primo esempio di satira televisiva, che non evitò di toccare presidenti della Repubblica e del Consiglio. Per un'epoca nella quale la censura televisiva discendeva dalla stessa impostazione data alla rete unica della Rai, ciò si prestava inevitabilmente a qualche guaio censorio, che sarebbe evoluto verso la chiusura stessa del programma.
Questa avvenne durante la puntata del 25 giugno 1959, quando il duo Tognazzi-Vianello decise di mettere in burla un incidente occorso la sera prima alla Scala e taciuto dai principali mezzi di stampa: il capo dello Stato italiano Giovanni Gronchi, a causa del tentativo di un gesto galante con una signora, cadde a terra per la sottrazione della sedia accanto al presidente della Repubblica Francese De Gaulle. Il duo ripeté la scena in televisione: Raimondo Vianello tolse la sedia a Tognazzi che cadde a terra e Vianello gli gridò: "Chi ti credi di essere?". Tognazzi rispose: "Beh, presto o tardi, tutti possono cadere".
In seguito a questo accaduto, Vianello e Tognazzi furono allontanati dalla Rai. Sia Tognazzi sia Vianello raccontarono questo avvenimento negli anni successivi, il secondo come ospite nelle trasmissioni Telemania e I tre tenori.

Vianello con Sandra Mondaini nel giorno del matrimonio; seduto di fronte, è riconoscibile Tognazzi.

La comicità più popolaresca e sanguigna di Ugo e quella più raffinata e "inglese" di Raimondo si compenetravano a vicenda con ottimi risultati comici che ottennero grande successo di pubblico. Nel 1958 conobbe la soubrette milanese Sandra Mondaini, figlia del pittore Giacinto Mondaini, con la quale lavorò in teatro con Sayonara Butterfly, parodia dell'opera di Puccini. Nel 1960 per il cinema girò Le olimpiadi dei mariti, con Sandra Mondaini ed Ugo Tognazzi. Nella stessa stagione Vianello e Mondaini presentarono una rivista molto tradizionale, Un juke box per Dracula, ricca di satira politica e sociale. Raimondo e Sandra convoleranno a nozze il 28 maggio 1962: da quel momento cominceranno a lavorare insieme, in un sodalizio artistico durato per più di cinquant’anni.

### Gli anni sessanta e settanta

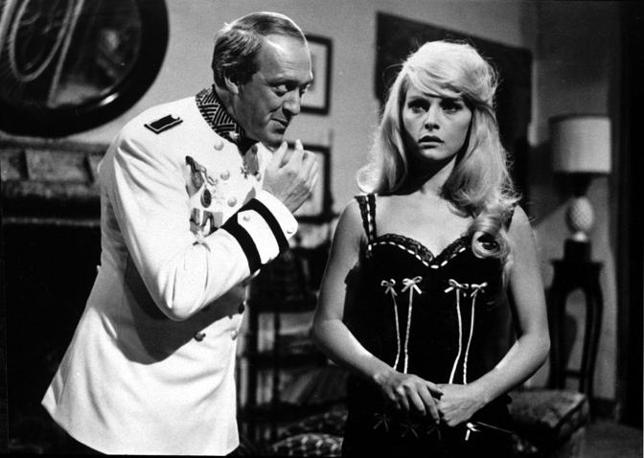
Vianello con Virna Lisi in una scena del film Il giorno più corto (1962).

Al momento della nascita di Rai 2, un dirigente chiese a Vianello se avesse un numero già pronto per fare lì una rivista, e quest'ultimo gli rispose "Una cosa sul papa". In seguito a questa risposta, Vianello venne di nuovo allontanato dalla Rai. Anche questo allontanamento verrà spiegato da Raimondo Vianello nella trasmissione I tre tenori, commentando di aver perso un'occasione o un anno di lavoro, e, incalzato da Mike Bongiorno (anche lui presente come ospite), si trovò a dire che al momento della trasmissione I tre tenori c'era molta più libertà di pensiero in televisione.

Vianello nel film La donna degli altri è sempre più bella (1963).

Nel 1963 comparve al fianco della moglie nel varietà Il giocondo, al quale fecero seguito numerose altre trasmissioni in cui lavorarono insieme. Nel 1967 partecipò alla trasmissione Il tappabuchi, come "aiuto presentatore" di Corrado, secondo l'ironica definizione dei titoli di testa del programma. Qui, presentò le candid camera di Nanni Loy, con protagonista Mariella Palmich.
L'anno seguente tornò di nuovo in TV con il programma Su e giù, in cui lavorò ancora con la consorte e con Corrado. Sempre con la moglie, portò i simpatici battibecchi coniugali in versione radiofonica nella trasmissione Io e lei. Nel 1969 condusse con Johnny Dorelli il varietà musicale Rai del sabato sera Canzonissima: in realtà Vianello doveva partecipare come ospite per qualche puntata, ma poi divenne co-conduttore di Dorelli. Allo show facevano presenza fissa le gemelle Kessler.

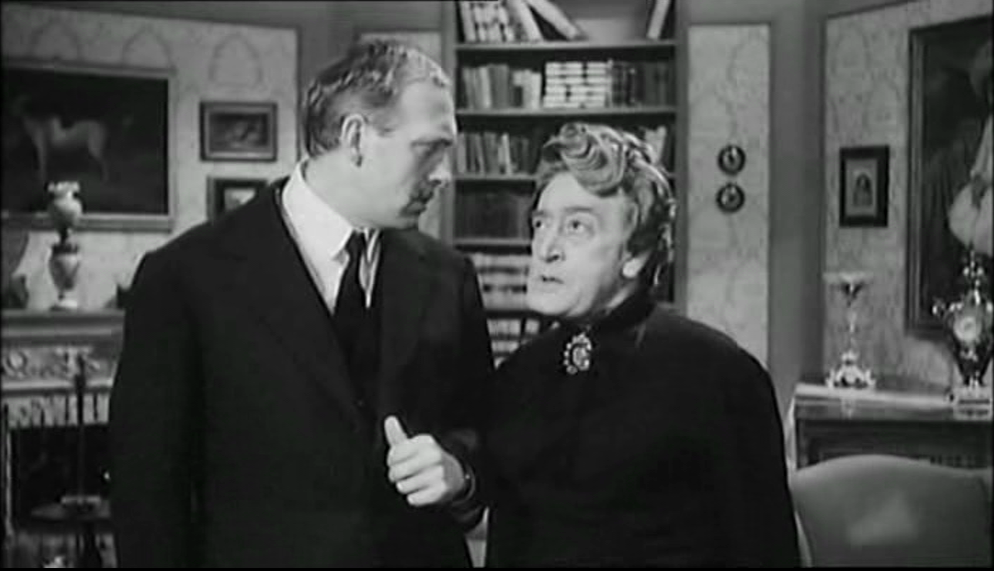
Vianello con Totò in una scena di Totò diabolicus (1962).

Dal 1970 lavorò alla sceneggiatura di diversi film, molti dei quali avevano come regista Steno. Il primo s'intitolava Il trapianto; l'ultimo, invece, fu Sbirulino (1982), che vedeva protagonista sua moglie nel ruolo del noto clown, per la regia di Flavio Mogherini. Negli anni settanta, i due coniugi parteciparono a diversi varietà trasmessi dalla Rai che ebbero grande successo. Il primo di tutti fu Sai che ti dico? del 1972, in cui erano i protagonisti dello show assieme ad Iva Zanicchi e alla soubrette Minnie Minoprio.
Nel 1974 fu la volta dello spettacolo Tante scuse, seguito l'anno successivo da Di nuovo tante scuse: in entrambe le edizioni furono ospiti fissi i Ricchi e Poveri, che interpretarono, tra l'altro, la sigla finale di trasmissione, Coriandoli su di noi. Inoltre, erano spesso presenti i comici caratteristi Tonino Micheluzzi ed Enzo Liberti. Alla fine del 1976, i coniugi Vianello lasciarono momentaneamente da parte la televisione, per portare la loro comicità nel varietà radiofonico Più di così..., che prese il posto dello storico Gran varietà; si trattava di uno show con ospiti, sketch e canzoni, registrato con il pubblico in sala. Al fianco dei due artisti che presentavano lo spettacolo, parteciparono anche Ornella Vanoni, i Ricchi e Poveri e Alighiero Noschese. Condussero la prima stagione della trasmissione radiofonica per poi lasciare la conduzione della seconda e ultima a Enrico Montesano. Nel 1977 la coppia Mondaini-Vianello tornò in tv con lo spettacolo Noi... no! (il loro primo programma TV a colori). L'anno seguente i coniugi Vianello furono i protagonisti del varietà abbinato alla Lotteria di Capodanno Io e la Befana, con la partecipazione di Gigi Sammarchi e Andrea Roncato.

### Anni ottanta e novanta
Nel 1980, dalla Bussola di Marina di Pietrasanta in Versilia, i Vianello presentarono insieme a Delia Scala lo spettacolo Una rosa per la vita, uno dei primi esempi di iniziativa televisiva destinata a raccogliere fondi per la ricerca sul cancro. Il galà, che vide la partecipazione di numerosi personaggi del mondo dello spettacolo, venne riproposto per altri due anni con la stessa formula e gli stessi presentatori. Successivamente, Vianello presentò il quiz Sette e mezzo, mentre nel 1981 condusse ancora una volta a fianco della moglie lo show del sabato sera Stasera niente di nuovo, ultimo loro spettacolo realizzato in Rai, con la partecipazione di Heather Parisi, Gianni Agus ed Enzo Liberti.
Nel 1982, sempre insieme a Sandra, fu tra i primi artisti di grande popolarità a lasciare la Rai per approdare sul neonato network televisivo privato della Fininvest, con lo show Attenti a noi due, in onda su Canale 5 in cui i due coniugi erano protagonisti con la partecipazione di Al Bano, Romina Power, i Ricchi e Poveri e la soubrette italo-francese Trixie Revelli, cui faranno seguito diversi altri spettacoli di intrattenimento tra cui Attenti a noi due 2 nel 1983 (venne annunciato anche un Attenti a noi due 3, che però non fu mai realizzato) e Sandra e Raimondo Show del 1987.

Vianello con Sandra Mondaini nel gioco a premi Zig Zag (Canale 5, 1983-1986).

Da solo, sempre su Canale 5, ha presentato i quiz Zig Zag (1983-1986), con la partecipazione della valletta Simona Mariani (poi sostituita da Elena Mattolini) e di Enzo Liberti (nella terza e ultima vi prese parte come co-conduttrice anche la Mondaini), e Il gioco dei 9 (1988-1990). A dieci anni dalla nascita della televisione commerciale, nel 1990, la coppia Vianello-Mondaini venne chiamata a condurre una puntata del varietà Buon compleanno Canale 5 con Heather Parisi, presenza fissa del programma; insieme a Mike Bongiorno, Corrado e Marco Columbro, l'11 gennaio 1991 tornarono a presentare la puntata finale della trasmissione.
Dal 1988 al 2007 Mondaini e Vianello divennero i protagonisti di Casa Vianello, la sitcom più famosa e longeva prodotta dalla televisione italiana: vennero infatti realizzate 16 stagioni per un totale di 338 episodi mantenendo negli anni l'impianto classico del programma, che era alla base del grande e costante successo. Assieme alla coppia Mondaini-Vianello vi era anche l'attrice Giorgia Trasselli nei panni della tata, la domestica di casa. Tra il 1996 e il 1997 la serie si trasferì in campagna, con cinque film per la TV intitolati Cascina Vianello, a cui partecipò anche Paola Barale, e altri cinque dal titolo I misteri di Cascina Vianello: in questi ultimi la coppia si cimentò in un'insolita attività di investigazione per scoprire gli autori di delitti o furti, ma sempre in chiave umoristica.
Contemporaneamente, Vianello condusse su Italia 1 la trasmissione sportiva Pressing (1991-1999), durante la quale, in occasione dell'ingresso in politica di Silvio Berlusconi nel 1994, dichiarò incalzato da Antonella Elia, e in maniera semiseria, alla sua maniera, l'intenzione di votare per il proprio editore alle imminenti elezioni politiche.

Da sinistra: Eva Herzigová, Vianello e Veronica Pivetti, i tre conduttori del Festival di Sanremo 1998.

Divenuto ormai un'icona del "buon presentatore", per la capacità di trasmettere un'atmosfera cordiale, Vianello fu poi chiamato di nuovo in Rai a presentare il Festival di Sanremo 1998 affiancato da Eva Herzigová e Veronica Pivetti. La sua conduzione, tuttavia, non fu pienamente apprezzata: infatti, benché generalmente considerata elegante ed ironica, fu però anche giudicata distaccata e poco calata nel contesto sanremese. Nello stesso anno fu celebrato insieme a Mike Bongiorno e Corrado quale pioniere della televisione italiana con la serata I tre tenori, condotta da Maurizio Costanzo ed Enrico Mentana per Canale 5. Essendo trasmessa di domenica sera, serata nella quale veniva trasmesso su Italia 1 Pressing, per evitare la doppia esposizione di Vianello il conduttore ha abbandonato a metà serata la trasmissione. Il pretesto è servito a far entrare in scena la moglie, Sandra Mondaini, che ha così preso il posto del marito raccontando aneddoti che l'hanno vista protagonista assieme a Mike e a Corrado.

### Anni duemila
Dal 2000 al 2006 è stato ospite e opinionista della trasmissione sportiva Pressing Champions League, condotta da Massimo De Luca. Nel 2003 i coniugi hanno partecipato al programma La fabbrica del sorriso, il primo progetto televisivo promosso da Mediafriends Onlus, condotto da Gerry Scotti, Claudio Bisio, Alessia Marcuzzi e Michelle Hunziker; oltre ai comici di Zelig e ad altri personaggi dello spettacolo, anche loro hanno aderito all'iniziativa con questo evento di solidarietà a favore dell'infanzia disagiata.
Nel 2004 la coppia ha realizzato la sua ultima trasmissione televisiva, Sandra e Raimondo Supershow, andata in onda nel preserale della domenica durante tutta l'estate, dove hanno ripercorso la loro carriera artistica tramite la presentazione di numerosi filmati di repertorio a un gruppo di ragazzi. Il film Crociera Vianello del 2008 è stato l'ultimo lavoro della coppia, anche se Vianello si dichiarò ironicamente disponibile a essere ospitato, specie in trasmissioni sportive, come «ospite un po' dormiente».
Nello stesso anno furono ospiti nella serata finale del Festival di Sanremo condotto da Pippo Baudo, dove ricevettero il Premio alla Creatività della Società Italiana degli Autori ed Editori, un importante riconoscimento alla loro lunga carriera; a luglio dello stesso anno, il Roma Fiction Fest assegnò alla coppia il premio RFF alla carriera. A seguito della morte del collega Mike Bongiorno, avvenuta l’8 settembre 2009, Raimondo ha concesso, assieme alla moglie, qualche intervista in ricordo del conduttore scomparso.

### Morte
Raimondo Vianello morì il 15 aprile 2010 a 87 anni presso l'ospedale San Raffaele di Milano, dopo 11 giorni di blocco renale (dal 1972 viveva con un solo rene), precedendo di cinque mesi la moglie Sandra. Quel giorno, Striscia la notizia dedicò a Vianello gran parte della trasmissione, Vite straordinarie mandò in onda una puntata speciale su di lui come Terra!, e nella notte, su Retequattro, andò in onda una puntata dello show del 1983 Attenti a noi due 2, dal programma Ieri e oggi in TV e su Italia 1 per la trasmissione Polpette va in onda uno spezzone del 1998 dello speciale I tre tenori.
Cordoglio anche da parte del mondo sportivo, che ne ricordava con affetto gli anni spesi alla conduzione di noti rotocalchi televisivi di approfondimento calcistico; in particolare l'Inter espresse il suo cordoglio tramite un comunicato apparso sul proprio sito ufficiale; non mancarono di ricordarlo anche le squadre legate alle città natali dei suoi genitori e per le quali l'artista provava grande affetto: l'Ancona e il Venezia. La camera ardente viene allestita presso lo studio 4 di Mediaset a Cologno Monzese, lo stesso dove per più di dieci anni i coniugi Vianello avevano registrato gli episodi della sit-com Casa Vianello.
Dopo il funerale, svoltosi il 17 aprile 2010 presso la chiesa di Dio Padre a Milano 2 alla presenza della moglie Sandra Mondaini, della famiglia filippina che l'aveva assistito negli ultimi anni e di molti personaggi dello spettacolo, come Pippo Baudo, Gerry Scotti, Giorgia Trasselli, e della politica, tra i quali anche il presidente del Consiglio Silvio Berlusconi, venne sepolto a Roma, nella tomba di famiglia presso il cimitero del Verano. La moglie Sandra morì il 21 settembre dello stesso anno: in base alle sue volontà testamentarie venne sepolta a Milano nel cimitero di Lambrate accanto ai genitori Giuseppina e Giacinto.
Il 2 novembre 2010 i nomi di Sandra e Raimondo sono stati iscritti al famedio del cimitero monumentale di Milano, nel corso di una cerimonia pubblica.

## Filmografia

### Attore
- Partenza ore 7, regia di Mario Mattoli (1946)
- I due orfanelli, regia di Mario Mattoli (1947)
- Fifa e arena, regia di Mario Mattoli (1948)
- Totò sceicco, regia di Mario Mattoli (1950)
- Amor non ho... però... però, regia di Giorgio Bianchi (1951)
- Napoleone, regia di Carlo Borghesio (1951)
- Noi due soli, regia di Marino Girolami (1952)
- 5 poveri in automobile, regia di Mario Mattoli (1952)
- Lo sai che i papaveri, regia di Metz e Marchesi (1952)
- Café Chantant, regia di Camillo Mastrocinque (1953)
- Ridere! Ridere! Ridere!, regia di Edoardo Anton (1954)
- La moglie è uguale per tutti, regia di Giorgio Simonelli (1955)
- Mia nonna poliziotto, regia di Steno (1958)
- Marinai, donne e guai, regia di Giorgio Simonelli (1958)
- Guardatele ma non toccatele, regia di Mario Mattoli (1959)
- Il nemico di mia moglie, regia di Gianni Puccini (1959)
- Non perdiamo la testa, regia di Mario Mattoli (1959)
- Noi siamo due evasi, regia di Giorgio Simonelli (1959)
- La duchessa di Santa Lucia, regia di Roberto Bianchi Montero (1959)
- La cambiale, regia di Camillo Mastrocinque (1959)
- Il principe fusto, regia di Maurizio Arena (1960)
- Il mio amico Jekyll, regia di Marino Girolami (1960)
- Caccia al marito, regia di Marino Girolami (1960)
- Le olimpiadi dei mariti, regia di Giorgio Bianchi (1960)
- Tu che ne dici?, regia di Silvio Amadio (1960)
- Ferragosto in bikini, regia di Marino Girolami (1960)
- A noi piace freddo...!, regia di Steno (1960)
- Le ambiziose, regia di Antonio Amendola (1961)
- Gli incensurati, regia di Francesco Giaculli (1961)
- Sua Eccellenza si fermò a mangiare, regia di Mario Mattoli (1961)
- Bellezze sulla spiaggia, regia di Romolo Guerrieri (1961)
- 5 marines per 100 ragazze, regia di Mario Mattoli (1961)
- Maciste contro Ercole nella valle dei guai, regia di Mario Mattoli (1961)
- La ragazza di mille mesi, regia di Steno (1961)
- Scandali al mare, regia di Marino Girolami (1961)
- Il mantenuto, regia di Ugo Tognazzi (1961)
- Pugni pupe e marinai, regia di Daniele D'Anza (1961)
- La ragazza sotto il lenzuolo, regia di Marino Girolami (1961)
- I magnifici tre, regia di Giorgio Simonelli (1961)
- Gerarchi si muore, regia di Giorgio Simonelli (1961)
- Cacciatori di dote, regia di Mario Amendola (1961)
- Una domenica d'estate, regia di Giulio Petroni (1962)
- Totò diabolicus, regia di Steno (1962)
- I tre nemici, regia di Giorgio Simonelli (1962)
- Psycosissimo, regia di Steno (1962)
- I tromboni di Fra' Diavolo, regia di Giorgio Simonelli (1962)
- Due contro tutti, regia di Antonio Momplet (1962)
- L'Auto-garçonniere, episodio di Gli italiani e le donne, regia di Marino Girolami (1962)
- Il giorno più corto, regia di Sergio Corbucci (1963)
- Un investimento sicuro, episodio di Le motorizzate, regia di Marino Girolami (1963)
- La società calcistica, episodio di Gli imbroglioni, regia di Lucio Fulci (1963)
- Vino, whisky e acqua salata, regia di Mario Amendola (1963)
- Il piazzista, episodio di Siamo tutti pomicioni, regia di Marino Girolami (1963)
- La natura vergine, episodio di La donna degli altri è sempre più bella, regia di Marino Girolami (1963)
- L'armadio, episodio di Le tardone, regia di Marino Girolami (1964)
- Gli eroi del West, regia di Steno (1964)
- I maniaci, regia di Lucio Fulci (1964)
- La garçonnière, episodio di Queste pazze pazze donne, regia di Marino Girolami (1963)
- I marziani hanno 12 mani, regia di Castellano e Pipolo (1964)
- Divorzio italo-americano, episodio di Amore facile, regia di Gianni Puccini (1964)
- I gemelli del Texas regia di Steno (1964)
- Come conquistare le donne, episodio di Veneri al sole, regia di Marino Girolami (1964)
- 00-Sexy, missione bionda platino, episodio di Letti sbagliati, regia di Steno (1965)
- I figli del leopardo regia di Sergio Corbucci (1965)
- La moglie bionda, episodio di Oggi, domani, dopodomani, regia di Luciano Salce (1965)
- Amore all'italiana, regia di Steno (1966)
- Spiaggia libera, regia di Marino Girolami (1966)
- Dio, come ti amo!, regia di Miguel Iglesias (1966)
- Per qualche dollaro in meno, regia di Mario Mattoli (1966)
- Ringo e Gringo contro tutti, regia di Bruno Corbucci (1966)
- Il vostro superagente Flit, regia di Mariano Laurenti (1966)
- Veneri in collegio, regia di Marino Girolami (1966)
- Mi vedrai tornare, regia di Ettore Maria Fizzarotti (1966)
- 7 monaci d'oro, regia di Marino Girolami (1966)
- Riderà! (Cuore matto), regia di Bruno Corbucci (1967)
- Granada, addio! regia di Marino Girolami (1967)
- Sette volte sette regia di Michele Lupo (1968)
- La vedova del nonno, episodio di Franco, Ciccio e le vedove allegre, regia di Marino Girolami (1968)
- Sbirulino, regia di Flavio Mogherini (1982)

### Sceneggiatore
- 7 monaci d'oro, accreditato come Fraser, regia di Marino Girolami (1966)
- Il trapianto, regia di Steno (1970)
- Il vichingo venuto dal sud, regia di Steno (1971)
- Armiamoci e partite!, regia di Nando Cicero (1971)
- Il terrore con gli occhi storti, regia di Steno (1972)
- L'uccello migratore, regia di Steno (1972)
- La schiava io ce l'ho e tu no, regia di Giorgio Capitani (1973)
- L'arbitro, regia di Luigi Filippo D'Amico (1974)
- Il domestico, regia di Luigi Filippo D'Amico (1974)
- Il gatto mammone, regia di Nando Cicero (1975)
- Spogliamoci così, senza pudor..., regia di Sergio Martino (1976)
- Fico d'India, regia di Steno (1980)
- Il ficcanaso, regia di Bruno Corbucci (1980)
- Sbirulino, regia di Flavio Mogherini (1982)

## Teatro
- Cantachiaro n° 2, regia di Oreste Biancoli (1945)
- Soffia so... ai bagni di mare, regia di Mario Mattoli (1946)
- Soffia so... n° 2, regia di Mario Mattoli (1946)
- Sono le dieci e tutto va bene, regia di Mario Mattoli (1946-1947)
- Domani è sempre domenica, regia di Garinei e Giovannini (1946-1947)
- Buon appetito di Michele Galdieri (1948)
- Quo vadis, regia di Oreste Biancoli (1950)
- Black and white, regia di Oreste Biancoli (1951)
- Dove vai se il cavallo non ce l'hai?, regia di Giulio Scarnicci e Renzo Tarabusi (1951)
- Barbanera, buon tempo si spera, regia di Giulio Scarnicci e Renzo Tarabusi (1953)
- Ciao fantasma, regia di Giulio Scarnicci e Renzo Tarabusi (1952)
- Passo doppio, regia di Giulio Scarnicci e Renzo Tarabusi (1954)
- Campione senza volere, regia di Giulio Scarnicci e Renzo Tarabusi (1955)
- Okay fortuna!, regia di Marcello Marchesi (1956)
- I fuoriserie, regia di Marcello Marchesi (1957)
- Sayonara Butterfly, regia di Marcello Marchesi (1958)
- Un juke-box per Dracula, regia di Marcello Marchesi (1959)

## Doppiatori
- Stefano Sibaldi in Napoleone, La moglie è uguale per tutti
- Bruno Persa in Il giorno più corto (soltanto per le battute pronunciate in tedesco)

È doppiato anche in Noi soli da un attore della compagnia O.D.I. non ancora identificato.

## Televisione

### Conduttore e comico nei varietà
- Un due tre, con Ugo Tognazzi (Programma Nazionale, 1954-1959)
- Lui e lei, regia di Vito Molinari (Programma Nazionale, 1956)
- Canzonissima, regia di Antonello Falqui (Programma Nazionale, 1958, 1969)
- Il giocondo, regia di Gianfranco Bettetini (Programma Nazionale, 1963-‘64)
- Il tappabuchi, regia di Vito Molinari (Programma Nazionale, 1967)
- Su e giù, regia di Eros Macchi (Secondo Programma, 1968)
- Sai che ti dico?, regia di Antonello Falqui (Programma Nazionale, 1972)
- Rivediamoli insieme, regia di Lino Procacci e Piero Turchetti (Programma Nazionale, 1974)
- Tante scuse, regia di Romolo Siena (Programma Nazionale, 1974)
- (di nuovo) Tante scuse, regia di Romolo Siena (Programma Nazionale, 1975-1976)
- Noi... no!, regia di Romolo Siena (Rete 1, 1977-1978)
- Io e la Befana, regia di Romolo Siena (Rete 1, 1978-1979)
- Una rosa per la vita, regia di Luigi Bonori e Daniele D'Anza (Rete 1, 1980-1982)
- Sette e mezzo (Rete 1, 1980)
- Stasera niente di nuovo, regia di Romolo Siena (Rete 1, 1981)
- Attenti a noi due, regia di Romolo Siena (Canale 5, 1982-1983)
- Zig Zag, regia di Laura Basile e Luigi Ciorciolini (Canale 5, 1983-1986)
- SandraRaimondo Show, regia di Mario Bianchi e Romolo Siena (Canale 5, 1987)
- Il gioco dei 9, regia di Rinaldo Gaspari e Paolo Zenatello (Canale 5, 1988-1990)
- Quel motivetto..., regia di Paolo Zenatello (Canale 5, 1990)
- Buon compleanno Canale 5, regia di Stefano Vicario (Canale 5, 1990-1991)
- Pressing, regia di Giancarlo Giovalli (Italia 1, 1991-1999)
- Studio Tappa (Italia 1, 1994, 1996)
- Festival di Sanremo, regia di Simonetta Tavanti (Rai 1, 1998)
- Perché Sanremo è Sanremo (Rai 1, 1998)
- I tre tenori, regia di Paolo Pietrangeli (Canale 5, 1998)
- Pressing Champions League (Rete 4, 2000-2006) - opinionista
- Miss Italia (Rai 1, 2002) - presidente di giuria
- La fabbrica del sorriso, regia di Fabio Calvi (Canale 5, 2003)
- Sandra e Raimondo Supershow, regia di Riccardo Recchia (Canale 5, 2004)

### Attore
- Giro a segno (1956)
- Natale con chi vuoi (1956)
- Appuntamento a Roma (1957)
- Il signore di mezza età, regia di Gianfranco Bettetini (1963)
- Il giocondo, regia di Gianfranco Bettetini (1963-1964)
- Biblioteca di Studio Uno (Programma Nazionale, 1964)
- Qui Stoccolma vi parla Raimondo Vianello (1965)
- Studio Uno, regia di Antonello Falqui (Programma Nazionale, 1966)
- Casa Vianello – serie TV (Canale 5, 1988-2005; Rete 4, 2005-2007)
- Cascina Vianello – serie TV (5 episodi, Canale 5, 1996)
- I misteri di Cascina Vianello, regia di Gianfrancesco Lazotti – miniserie TV (Canale 5, 1997-1998)
- Crociera Vianello, regia di Maurizio Simonetti – film TV (Canale 5, 2008)

### Sceneggiatore
- Casa Vianello – serie TV (Canale 5, 1988-1994)
- Cascina Vianello – serie TV (Canale 5, 1996)
- I misteri di Cascina Vianello, regia di Gianfranco Lazzotti – miniserie TV (Canale 5, 1997-1998)

## Radio
- L'imperfetto di Giulio Scarnicci e Renzo Tarabusi (1956)
- Gran varietà, varietà presentato da Raimondo Vianello per 9 stagioni (1967-1968 e 1970-1971)
- Io e lei, varietà radiofonico condotto in coppia con Sandra Mondaini nel 1976
- Più di così..., varietà presentato da Raimondo Vianello e Sandra Mondaini per 1 stagione (1976-1977)

## Pubblicità
Vianello è stato testimonial pubblicitario di decine di prodotti, spesso assieme alla moglie Sandra Mondaini:
Per la Rai (rubrica pubblicitaria televisiva Carosello):
- Detersivo Olà (1957), con Ugo Tognazzi
- Dentifricio Chlorodont (1960), con Virna Lisi ed Ettore Conti
- Sapone da bucato Persil (1961), della Henkel, con Ugo Tognazzi
- Detersivo Olà (1975), con Gianni Agus[23]
- Gelatina Ideal (1962), con Sandra Mondaini
- Stock 84 (1965 e 1966), con Lina Volonghi e Raffaele Giangrande
- Stock 84 (1974 e 1975), con Sandra Mondaini e Ugo Tognazzi
- Materassi Permaflex (1976), con Sandra Mondaini
- Café Paulista (1981), con Sandra Mondaini

Per Mediaset:
- Standa Offerte Natalizie (1991), con Sandra Mondaini
- Telepiù (1992), con Sandra Mondaini
- Pasta Fresca Fini (1994), con Sandra Mondaini e Giorgia Trasselli

## Riconoscimenti
Il 7 dicembre 1991, giorno di Sant'Ambrogio, diventa insieme a Sandra cittadino benemerito di Milano essendo stato insignito della Medaglia d'oro del Comune. Nel 2001 la coppia riceve il Premio Campione, un riconoscimento al loro contributo nel migliorare il proprio ambiente professionale lanciando messaggi positivi per l'opinione pubblica. Il 9 settembre 2003, in occasione della Giornata Nazionale per la Ricerca sul Cancro svoltasi al Palazzo del Quirinale, il presidente della Repubblica Carlo Azeglio Ciampi consegna alla coppia Vianello il premio Credere nella Ricerca; entrambi sono infatti impegnati da molti anni come testimonial dell'AIRC.
Durante la cerimonia di consegna del premio Saint-Vincent per la Fiction nel 2007, Sandra Mondaini viene omaggiata insieme a Raimondo sul palco del palais di Saint-Vincent ricevendo il premio di Miglior Attrice di sitcom per Casa Vianello. Il 1º marzo 2008 nella serata finale del Festival di Sanremo la coppia riceve il premio alla Creatività della Società Italiana degli Autori ed Editori, un importante riconoscimento alla loro lunga carriera; a luglio dello stesso anno, il Roma Fiction Fest assegna alla coppia il premio RFF alla carriera.
Il 14 maggio 2010, Sandra Mondaini, visibilmente commossa e sofferente, ritira in lacrime il premio Isimbardi alla memoria del marito Raimondo Vianello, scomparso un mese prima. Si tratta della massima onorificenza attribuita dalla provincia di Milano ai cittadini e alle associazioni che hanno dato lustro al territorio con la loro opera; a consegnare il riconoscimento a Sandra, il presidente della Provincia Guido Podestà. Applausi calorosi di grande affetto da parte del pubblico presente in sala e dalle autorità.
- Premio simpatia (1975)
- Telegatto per Zig Zag, trasmissione dell'anno (1985)
- Telegatto speciale per i 25 anni di carriera televisiva (1987)
- Medaglia d'oro del comune di Milano (1991)
- Telegatto per Casa Vianello, Miglior telefilm italiano (1991)
- Premio Regia Televisiva per Casa Vianello (1991)
- Telegatto per Pressing, Miglior trasmissione sportiva (1992)
- Telegatto alla carriera (1998)
- Telegatto per i 10 anni di Casa Vianello (1999)
- Premio Il Campione (2001)
- Telegatto per Casa Vianello, Miglior telefilm italiano (2002)
- Premio Credere nella Ricerca AIRC (2003)
- Telegatto per Casa Vianello, Miglior telefilm italiano (2004)
- Premio Carlo Porta (2005)
- Premio alla carriera della SIAE (2008)
- Premio RFF alla carriera Roma Fiction Fest (2008)
- Premio Isimbardi alla memoria (2010)
- Premio Massimo Troisi (2010)

### Dediche
- Campo di Calcio di Milano Due dedicato a Raimondo Vianello (2010)
- Stadio di Offagna intitolato a Raimondo Vianello (2010)
- Doppia iscrizione nel famedio del cimitero monumentale di Milano per la coppia Vianello - Mondaini (2010)
- Centro Sportivo Comunale Savio di Roma intitolato alla memoria di Raimondo Vianello (2010)
- Galà dello Sport 2011 dedicato a Raimondo Vianello e Sandra Mondaini (2011)
- Via intitolata a Raimondo Vianello nell'Isola di Pellestrina (Venezia) (2013)
- Via intitolata a Raimondo Vianello a Peschiera del Garda (Verona) (2013)
- Francobollo celebrativo a dieci anni dalla scomparsa (2020)
- Giardino intitolato a Sandra Mondaini e Raimondo Vianello a Milano (2021)